# Violence Unimagined
A Violence Unimagined az amerikai Cannibal Corpse nevű death metal együttes tizenötödik studióalbuma, amely 2021. április 16.-án jelent meg. Ez az első albumuk a 2017-es Red Before Black óta. Ez továbbá az első album, amelyen Erik Rutan gitározik Pat O'Brien helyett.
Az album pozitív visszajelzéseket kapott a kritikusoktól.

## Dalok
- 1. Murderous Rampage
- 2. Necrogenic Resurrection
- 3. Inhumane Harvest
- 4. Condemnation Contagion
- 5. Surround, Kill, Devour
- 6. Ritual Annihilation
- 7. Follow the Blood
- 8. Bound and Burned
- 9. Slowly Sawn
- 10. Overtorture
- 11. Cerements of the Flayed

## Közreműködők
- George „Corpsegrinder” Fisher – ének
- Erik Rutan – gitár, vokál a „Murderous Rampage” című dalban
- Rob Barrett – ritmusgitár
- Alex Webster – basszusgitár
- Paul Mazurkiewicz – dob

### További közreműködők
- Vince Locke – borító[1]